# High Coniscliffe
High Coniscliffe è un villaggio dell'Inghilterra, appartenente alla contea del Durham.